# Joreca
Jorge Gomes de Lima, conhecido por Joreca, (Lisboa, 7 de janeiro de 1904 — São Paulo, 5 de dezembro de 1949), foi um treinador português que se destacou como técnico do São Paulo Futebol Clube.

## Biografia
Começou como jornalista desportivo, onde se destacou como cronista e comentarista de rádio e até se diz que este se transformou em técnico porque falava bem e com propriedade, sendo na opinião de muitos o precursor de situações como as de João Saldanha e Mário Sérgio, mas ao contrário dos referidos tinha formação para o ser.
Formou-se na Escola de Educação Física do Estado de São Paulo, no inicio da década de 1940, e começou a carreira de treinador na seleção paulista de amadores.
Depois foi árbitro e apitou o jogo de estreia de Leônidas da Silva em 24 de Maio de 1942 pelo São Paulo Futebol Clube contra o Corinthians. O jogo, disputado no estádio do Pacaembu, acabou empatado (com três para cada lado).
No ano seguinte foi contratado pelo Dr. Décio Pedroso como treinador para o tricolor paulista que tinha iniciado mal o campeonato de 1943. Aqui estreou como técnico com uma vitória contra a Portuguesa Santista por seis a um. O campeonato desse ano foi muito disputado e o S.P.F.C. conquistou o título após um empate (a zeros) com o Palmeiras no dia 3 de Outubro de 1943 no estádio do Pacaembu. Este campeonato ficou célebre e conhecido pelo título da moeda em pé,  para além disso é de destacar que desde que este treinador assumiu a equipe naquele ano ganhou todos os jogos e só empatou o último.
Ganhou pelo Tricolor do Morumbi três títulos paulistas o já citado de 1943, o de 1945, onde só teve uma única derrota, e o de 1946, em que liderou uma equipa invicta, ficou neste clube até 1947.
Em 1944 dirigiu fugazmente (apenas por dois jogos) e conjuntamente com Flávio Costa a Seleção Brasileira de Futebol, que conquistou nesse período duas vitórias sobre o Uruguai (por seis a um e quatro a zero).
Sabe-se que tinha como hobby o boxe e que para além de fã subiu no ringue para dois combates em que averbou duas vitórias.
Em 1949 foi contratado pelo Corinthians. Por lá foi treinador em cinquenta e duas partidas sendo de referir que teve grande influência na carreira de Baltazar, o cabecinha de ouro, a quem insistiu muito para se aperfeiçoar no cabeceio. Vale ressaltar ainda que este atacante marcou setenta e um dos seus duzentos e sessenta e seis golos pelo Corinthians de cabeça e que Joreca foi o seu primeiro treinador em 1949.
Faleceu dois meses após ser demitido pelo Corinthians vitimado por um ataque cardíaco em Dezembro de 1949.

## Palmarés desportivo
São Paulo Futebol Clube
- 172 jogos (115 vitórias, 31 empates e 26 derrotas);
- Campeonato Paulista: 3 vezes de 1943, 1945 e 1946[6]

Seleção Brasileira de Futebol
- 2 jogos (2 vitórias)

Sport Club Corinthians Paulista
- 52 jogos (28 vitórias, 10 empates e 14 derrotas)